# Serval-Ginsterkatze
Die Serval-Ginsterkatze oder Waldginsterkatze (Genetta servalina) ist eine Raubtierart aus der Familie der Schleichkatzen (Gattung Ginsterkatzen). Sie lebt in Teilen von West-, Zentral- und Ostafrika, wo sie vor allem Regenwälder sowie andere Wald- und Buschlandschaften bewohnt. Die Art gilt als ungefährdet.

## Merkmale
Das Fell ist grau bis ockerfarben und weist große schwarze Flecken auf. Ein dunkler, unterbrochener Aalstrich verläuft auf der Rückenmitte. Die oberen drei Fleckenreihen sind relativ gleichmäßig, nach unten werden die Flecken kleiner und sind unregelmäßiger verteilt. Hals und Gesicht sind kaum gefleckt, das Gesicht trägt eine schwarze Maske zwischen paarweise angeordneten weißen Flecken. Der Schwanz weist 8–12 schmale, helle Ringel auf, die sich mit deutlich breiteren dunklen Streifen abwechseln, die Schwanzspitze ist hell. Die Kopf-Rumpf-Länge beträgt bei Männchen 49–51 cm, bei Weibchen 44,5–49,5 cm. Letztere wiegen 2–3 kg.

## Verbreitung und Lebensräume

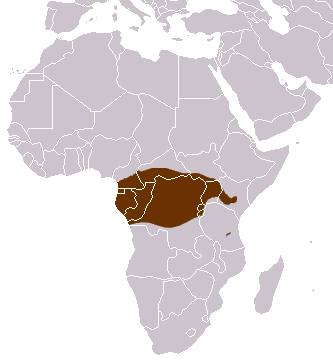
Verbreitungsgebiet der Serval-Ginsterkatze

Das Verbreitungsgebiet der Serval-Ginsterkatze erstreckt sich über das südliche Kamerun, die Zentralafrikanische Republik, Äquatorial-Guinea, Gabun, Republik Kongo, Demokratische Republik Kongo, Südsudan, Uganda, Ruanda, Kenia und vermutlich Burundi. In Tansania liegen isolierte Vorkommen in den (zu den Eastern Arc Mountains zählenden) Udzungwa-Bergen, Uluguru-Bergen und den South Nguru Mountains, auch auf Sansibar lebt die Art. Die Höhenverbreitung erstreckt sich vom Tiefland bis auf 3500 Meter am Mount Kenya und eventuell mehr als 4400 Meter im Osten der Demokratischen Republik Kongo.
Als Lebensräume dienen je nach Region unterschiedliche Gehölz- und Waldtypen (sowohl Primär- als auch Sekundärwälder) sowie Baumsavannen und Regenwälder.

## Lebensweise
Serval-Ginsterkatzen ernähren sich regelmäßig von Kleinsäugetieren und Gliederfüßern (Arthropoden, z. B. Insekten). Auch Reptilien und Amphibien sowie in geringerem Umfang Vögel und Früchte wurden als Nahrung nachgewiesen. Die Jagd erfolgt am Boden oder in den unteren Gehölzregionen. Die Tiere sind wahrscheinlich nachtaktiv.

## Gefährdung
Aufgrund der weiten Verbreitung und des Vorkommens in unterschiedlichen Habitaten stuft die IUCN die Serval-Ginsterkatze als ungefährdet („least concern“) ein. Regionale Rückgänge durch Waldverluste und Bejagung (bushmeat, Ginsterkatzenfelle) sind jedoch möglich.

## Taxonomie
Aktuell werden fünf Unterarten der Serval-Ginsterkatze allgemein anerkannt:
- Genetta servalina archeri Van Rompaey & Colyn, 1998 – Sansibar
- Genetta servalina bettoni Thomas, 1902 – Demokratische Republik Kongo, Kenia, Ruanda, Burundi, Uganda und (Süd-)Sudan
- Genetta servalina lowei Kingdon, 1977 – Südliches Tansania
- Genetta servalina schwarzi Crawford-Cabral, 1970 – Republik Kongo
- Genetta servalina servalina Pucheran, 1855 – (Nominatform) Kamerun, Zentralafrikanische Republik, Äquatorial-Guinea, Gabun

Die Hauben-Ginsterkatze (Genetta cristata) wurde lange als Unterart der Serval-Ginsterkatze angesehen, nach DNA-Untersuchungen jedoch inzwischen  als eigenständige Art betrachtet. Beide Arten sind Schwestertaxa.